# Joachim Reitner
Joachim Reitner (* 6. Mai 1952 in Garmisch-Partenkirchen) ist ein deutscher Paläontologe.

## Leben
Reitner diplomierte und promovierte an der Universität Tübingen (1984). An der Freien Universität Berlin habilitierte er sich 1991 und wurde 1994 auf den Lehrstuhl für Geobiologie an der Universität Göttingen berufen.
Reitner untersucht die Wechselwirkung zwischen Organismen (speziell ihren metabolischen Prozessen) und abiotischen Faktoren. Er befasst sich u. a. mit Biomineralisation und der Interaktion zwischen Mikroben und vielzelligen Organismen (Metazoen), z. B. symbiontischen Mikroben von Schwämmen oder Biomatten.
Seit 1998 ist er ordentliches Mitglied der Akademie der Wissenschaften zu Göttingen. Von 2013 bis 2015 war er Präsident der Paläontologischen Gesellschaft.

## Auszeichnungen
- Leibniz-Preis 1996.

## Schriften
- J. Reitner: Geobiologische Aspekte hadaischer, archaischer und proterozoischer Lebenswelten. In: Jahrbuch der Akademie der Wissenschaften zu Göttingen. 2008, S. 241–256.
- J. Reitner, G. Schumann, K. Pedersen: Fungi in subterranean environments. In: G. M. Gadd (Hrsg.): Fungi in Biogeochemical Cycles. Cambridge University Press, 2006, S. 378–403.
- J. Reitner: Calcifying extracellular mucus substances (EMS) of Madrepora oculata – a first geobiological approach. In: A. Freiwald, J. M. Roberts: Cold-water Corals and Ecosystems.  Springer, Berlin 2005, S. 731–744.
- J. Reitner, G. Arp, V. Thiel, P. Gautret, U. Galling, W. Michaelis: Organic matter in Great Salt Lake Ooids (Utah, USA) -First approach to a formation via organic matrices. In: Facies. 36, Erlangen 1997, S. 210–219.